# 列王記
『列王記』（れつおうき）は旧約聖書におさめられた古代ユダヤの歴史書の1つ。元来、『サムエル記』とあわせて1つの書物だったものが分割されたようである。また『列王記』自体も上下にわかれているが、これは七十人訳聖書以来の伝統である。また、正教会においては『列王記第三』、『列王記第四』と呼称される。内容的には『サムエル記』のあとを受けており、また『歴代誌』とは一部内容が重複している。ユダヤ教の分類では『ヨシュア記』『士師記』『サムエル記』と共に「前の預言者」にあたる。
この書物の原作者は、伝統的にエレミヤであると伝えられている。

## 内容

### 列王記上
- ソロモン王の治世（上1:1-11:43）
  - 王位継承者の争い（1章）
  - ダビデの死（2章）
  - ソロモン王の治世（3章-4章）
  - エルサレム神殿と宮殿の建築（5章-9章）
  - シェバの女王（10章）
  - ソロモン王の背信と死（11章）
- アハブ王までのイスラエルとユダ（上12:1-16:34）
  - 王国の分裂とヤロブアム（12章-14:20）
  - ユダの王レハブアム、アビヤム、アサ（14:21-15:25）
  - イスラエルの王ナダブとバシャ（15:26-16:7）
  - イスラエルの王エラ、ジムリ、オムリ、アハブ（16:8-16:34）
- 預言者たち（上17:1-22:54）
  - 預言者エリヤ（上17:1-19:21）
  - アハブとアラムの戦い（上20章）
  - ナボトのぶどう畑（上21章）
  - 預言者ミカヤとアハブ王の死（上22:1-40）
  - ユダの王ヨシャファトとイスラエルの王アハズヤ（上22:41-22:54）

### 列王記下
- 列王記　南北イスラエル分裂後の王の系譜と業績イスラエルとユダの王国（下1:1-17:41）
  - イスラエルの王アハズヤとヨラム（下1章-3章）
  - エリシャの奇跡（下4章）
  - ナアマンとエリシャ（下5章）
  - エリシャの物語（下6:1-8:15）
  - ユダの王ヨラムとアハズヤ（下8:16-8:29）
  - イエフの反乱（下9章-10章）
  - 祭司ヨヤダとアタルヤ（下11章）
  - ユダの王ヨアシュ（下12章）
  - イスラエルの王ヨアハズ、ヨアシュ（下13:1-13:13）
  - エリシャの死、イスラエルの戦い（下13:14-13:25）
  - ユダの王アマツヤとイスラエルの王ヤロブアム2世（下14章）
  - ユダの王アザルヤ、イスラエルの王ゼカルヤとシャルム、メナヘム、ペカフヤ、ペカ（下15章）
  - ユダの王アハズ（下16章）
  - イスラエルの王ホシェアと北イスラエルの滅亡（下17章）
- 紀元前721年以降のユダ王国（下18:1-25:30）
  - ユダの王ヒゼキヤ（下18章-20章）
  - ユダの王マナセ、アモン（下21章）
  - ユダの王ヨシヤ（下22:1-23:30）
  - ユダの王ヨアハズ、ヨヤキム、ヨヤキン、ゼデキヤ（下23:31-24:20）
  - エルサレムの陥落、ヨヤキンの監禁と解放（下25章）